# 洞口県
洞口県（どうこう-けん）は中華人民共和国湖南省邵陽市に位置する県。

## 行政区画
- 街道：文昌街道、雪峰街道、花古街道
- 鎮：江口鎮、毓蘭鎮、高沙鎮、竹市鎮、石江鎮、黄橋鎮、山門鎮、醪田鎮、花園鎮、岩山鎮、水東鎮、楊林鎮、月渓鎮、石柱鎮
- 郷：古楼郷、渣坪郷、桐山郷
- 民族郷：長塘ヤオ族郷、羅渓ヤオ族郷、大屋ヤオ族郷